# Bonnie Lee Bakley
Bonny Lee Bakley (7 de junio de 1956-4 de mayo de 2001) fue la segunda esposa del actor Robert Blake, quién fue su décimo esposo. Bakley recibió un disparo mortal mientras estaba sentada en el automóvil estacionado de Blake afuera de un restaurante del área de Los Ángeles en mayo del 2001.
En 2002, Blake fue acusado del asesinato de Bakley, solicitud de asesinato, conspiración y circunstancia especial de estar al acecho. En marzo de 2005, un jurado declaró a Blake no culpable de los crímenes. Siete meses después, Blake fue declarado responsable de una demanda por homicidio culposo presentada en su contra por los hijos de Bakley. Oficialmente, el asesinato de Bakley sigue sin resolverse.

## Primeros años
Bonny Lee Bakley nació en Morristown, Nueva Jersey, hija del arbolista Edward J. Bakley y su esposa, Marjorie Lois Bakley. Bakley tenía tres hermanos: Margerry Lisa Bakley, Joe Bakley y su medio hermano Peter Carlyon del segundo matrimonio de su madre. Fue criada y vivió con su abuela en Glen Gardner, Nueva Jersey, mientras que su madre operaba un negocio de antigüedades en 6 Kossuth Street en Wharton.
Bakley abandonó la escuela secundaria a los 16 años y decidió ir a la ciudad de Nueva York para seguir una carrera en el modelaje y la actuación en la Escuela de Modelado de Barbizon. Allí conoció a un inmigrante llamado Evangelos Paulakis, que necesitaba casarse para permanecer en Estados Unidos. Bakley accedió a casarse con él por un precio, pero casi inmediatamente puso fin al matrimonio; Paulakis fue deportado. A los 21 años, Bakley se casó con su primo hermano Paul Gawron. Aproximadamente a los cinco años, este resultaría ser el más largo de sus diez matrimonios, y tuvieron dos hijos juntos, Glenn y Holly. La pareja se divorció en 1982.
En un esfuerzo por mantenerse a sí misma, Bakley comenzó un negocio de pedidos por correo enviando fotos de mujeres desnudas, incluida ella misma, a los hombres. También publicó anuncios de «corazones solitarios» en revistas que anunciaban un «compañero masculino». Después de comunicarse con los hombres que respondían a sus anuncios, les pedía dinero para el alquiler o los gastos de viaje. El negocio y las estafas de Bakley finalmente le proporcionaron suficiente dinero para comprar varias casas en Memphis, Tennessee, y una casa en las afueras de Los Ángeles. Siguió una carrera en Hollywood como cantante y actriz bajo el nombre artístico de Lee Bonney, pero no tuvo éxito.

## Asuntos legales
Debido a la naturaleza del negocio de pedidos por correo de Bakley y otros tratos, fue arrestada varias veces. En 1989, fue arrestada en Memphis por posesión de drogas y multada con $300. En 1995, fue arrestada por intentar pasar dos cheques sin fondos de una cuenta de una compañía discográfica de Memphis; fue multada con $1,000 y sentenciada a trabajar en una granja penal los fines de semana después de que se declaró culpable de cargos menores. En 1998, fue arrestada en Little Rock, Arkansas, por poseer cinco licencias de conducir y siete tarjetas de Seguro Social con diferentes nombres [12]. Bakley usó las identificaciones para abrir varios apartados de correos con el fin de ejecutar su estafa de "corazones solitarios".

## Obsesión por las celebridades
Bakley tenía un historial de perseguir celebridades, y sus amigos y parientes la describían como "obsesionada con las celebridades". Las cintas de las conversaciones telefónicas de Bakley revelan que estaba deslumbrada y decidida a casarse con alguien famoso. "Estar cerca de celebridades", dijo una vez, "te hace sentir mejor que otras personas".
En 1990, Bakley comenzó a perseguir al cantante Jerry Lee Lewis. Bakley finalmente conoció a Lewis e incluso se hizo amiga cercano de la hermana de Lewis, Linda Gail Lewis. En 1993, afirmó que la hija que dio a luz, Jeri Lee, era la hija de Lewis. Sin embargo, las pruebas de ADN más tarde refutaron su afirmación. Después del nacimiento de Jeri Lee, Bakley decidió mudarse a California. Dejó a Jeri Lee con su exmarido Paul para que la criara, pero continuó apoyando económicamente al niño.
En California, Bakley persiguió a otras celebridades, incluidos Dean Martin, Frankie Valli (Bakley afirmó que salieron cuando ella era una adolescente; Valli negó la afirmación), y Gary Busey. En 1991 se interesó por Christian Brando, el hijo mayor del actor ganador de un premio de la Academia Marlon Brando y la ex actriz Anna Kashfi, quien se había convertido en un elemento mediático cuando fue juzgado por el asesinato del novio de su media hermana, Dag Drollet. Brando se declaró culpable del cargo menor de homicidio voluntario y fue sentenciado a diez años de prisión. Mientras estaba en prisión, Bakley comenzó a escribirle y enviarle fotos. Después de su liberación en 1996, Brando y Bakley comenzaron una relación romántica. En 1999, Bakley descubrió que estaba embarazada e inicialmente pensó que Brando era el padre del niño. En junio de 2000, dio a luz a su cuarto hijo, una hija a la que llamó Christian Shannon Brando.

### Matrimonio con Robert Blake
Mientras Bakley estaba involucrada con Christian Brando, salió con el actor Robert Blake, a quien conoció en un club de jazz en 1999. Después del nacimiento de su hija Christian Shannon Brando, Bakley le dijo a Blake que no estaba segura de la paternidad del niño y que él podría ser el padre del niño. Blake insistió en una prueba de paternidad que luego determinó que él, y no Brando, era el padre del hijo menor de Bakley. Una vez establecida la paternidad, el nombre del niño se cambió legalmente a Rose Lenore Sophia Blake.
Blake acordó casarse con Bakley con la condición de que ella firmara un acuerdo de custodia temporal. Según el acuerdo, Bakley acordó supervisar las visitas con Rose y obtener un permiso por escrito para que sus amigos y familiares visiten la propiedad de Blake. El acuerdo también estipulaba que si alguno de los cónyuges decidía poner fin al matrimonio, el otro cónyuge conservaría la custodia de Rose. El abogado de Bakley le aconsejó que no firmara el documento porque pensó que estaba "torcido". Deseosa de casarse con Blake, ignoró el consejo de su abogado y firmó el acuerdo el 4 de octubre de 2000. Bakley y Blake se casaron en noviembre de 2000.
Aunque estaban casados, la pareja nunca vivió junta. Bakley y Rose vivían en una pequeña casa de huéspedes al lado de la residencia de Blake en Studio City, California. Según los informes, la relación fue inestable; Blake desconfiaba de Bakley y contrató a un investigador privado para encontrar más información sobre ella. Blake descubrió más tarde que Bakley había continuado operando su estafa de "corazones solitarios" durante el matrimonio.

## Matrimonio e hijos
Antes de su matrimonio con Blake, Bakley se casó nueve veces (muchos de los matrimonios fueron de corta duración y uno solo duró un día). Su octavo esposo fue Glynn H. Wolfe, famoso por tener el récord del mayor número de matrimonios monógamos.
Bakley tuvo cuatro hijos: un hijo llamado Glenn y una hija llamada Holly con su segundo esposo Paul Gawron; una hija llamada Jeri Lee Lewis (nacida el 28 de julio de 1993) con un hombre no especificado, después de que las pruebas de ADN refutaran su afirmación de que el niño fue engendrado por Jerry Lee Lewis; y su hija Rose Lenore Sophia Blake (nacida en junio de 2000 e inicialmente llamado Christian Shannon Brando) con el actor Robert Blake.

## Asesinato
El 4 de mayo de 2001, Blake llevó a Bakley a cenar al restaurante Vitello's en Tujunga Avenue en Studio City. Posteriormente, Bakley fue asesinada por una herida de bala en la cabeza mientras estaba sentada en el asiento del pasajero del Dodge Stealth 1991 negro de Blake, que estaba estacionado en una calle lateral a la vuelta de la esquina del restaurante. Blake afirmó que había regresado al restaurante para recoger un arma que había dejado allí y que no estaba presente cuando ocurrió el tiroteo. Más tarde se determinó que el arma que Blake afirmó que había dejado en el restaurante no había disparado los disparos que mataron a Bakley.
Bakley fue enterrada en Forest Lawn Memorial Park en Los Ángeles.